# The Nuttall Encyclopaedia
The Nuttall Encyclopaedia es una enciclopedia en inglés de comienzos del siglo XX. Fue editada por James Wood y publicada por primera vez en Londres en 1900, por la Frederick Warne & Company Ltd. Su nombre proviene del Dr. Peter Austin Nuttall (fallecido en 1869), cuyos trabajos, como el Standard Pronouncing Dictionary of the English Language (publicado en 1863) habían sido adquiridos por Frederick Warne, y más tarde publicados en la enciclopedia.
En 2004, el Proyecto Gutenberg publicó una versión de la edición de 1907, que ahora está en el dominio público.
- Datos: Q3181656